# Maison Losseau
La maison Losseau est un immeuble de style art nouveau situé à Mons en Belgique. Datant du XVIIIe siècle, elle est rénovée dans ce style au début des années 1900 à la demande de Léon Losseau par Paul Saintenoy. Elle est inscrite sur la liste du patrimoine immobilier exceptionnel de la Wallonie et abrite depuis 2015 un centre d'interprétation des collections de Léon Losseau et de littérature hainuyère.

## Situation
La maison se situe au numéro n° 37 de la rue de Nimy à Mons, à côté du palais de justice.

## Description

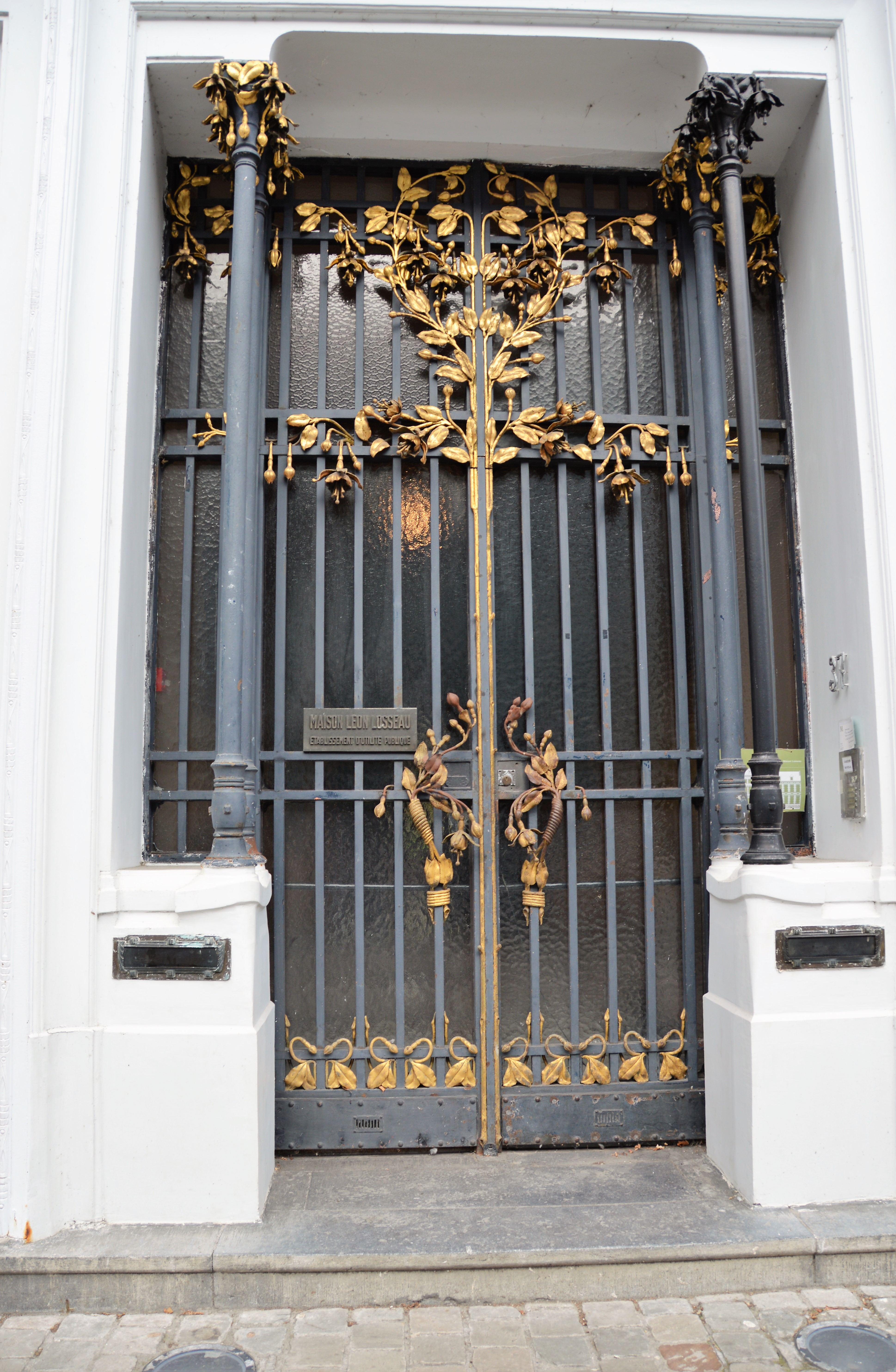
Porte d'entrée de la maison Losseau.

La façade est de style néoclassique, recouverte d'un enduit blanc. La porte d'entrée s'en détache, composée de colonnettes de fonte noires décorée de feuilles dorée et de fleurs de fuchsia de la même couleur.
La maison dispose de détails très raffinés. Chaque pièce a pour thème une fleur. Le hall d'entrée a par exemple pour thème la rose et l'orchidée. Une verrière aux poutres de bois surplombe le salon.
La façade, la toiture et l'intérieur de la maison sont classés comme monuments sur la liste du patrimoine immobilier exceptionnel de Wallonie.

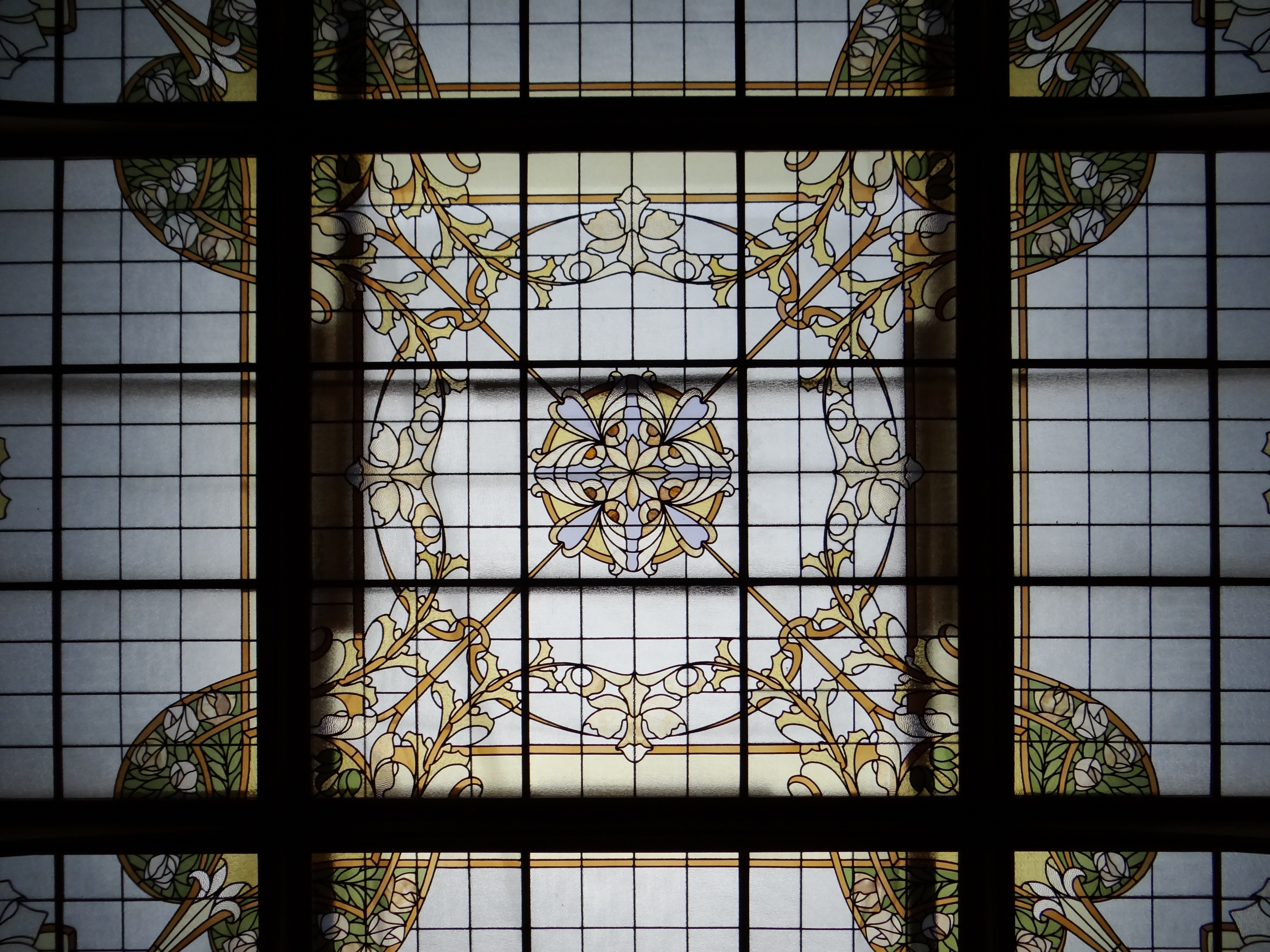
Verrière du grand salon.
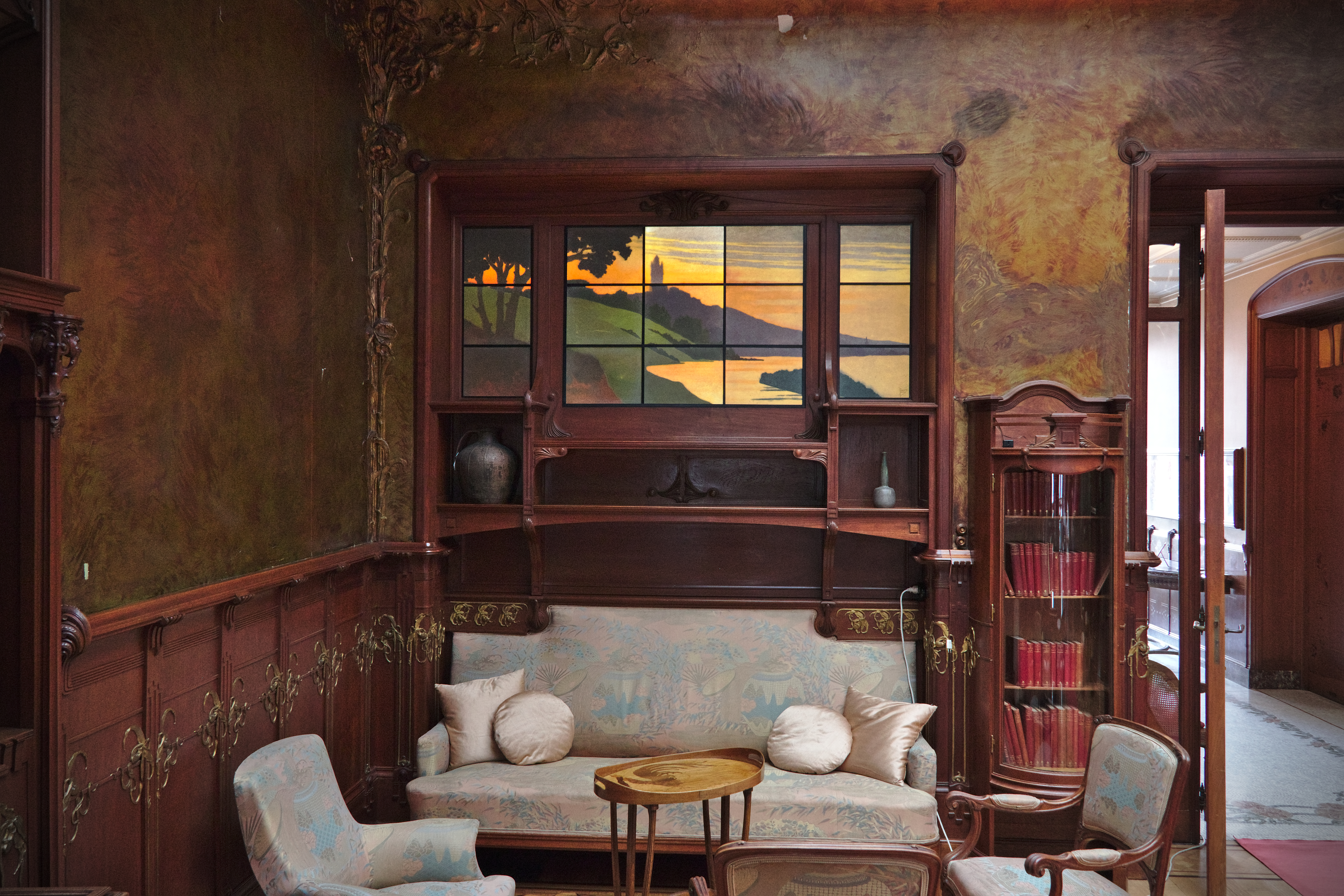
Mosaïque murale d'Amalric Walter dans le grand salon, représentant Thuin.
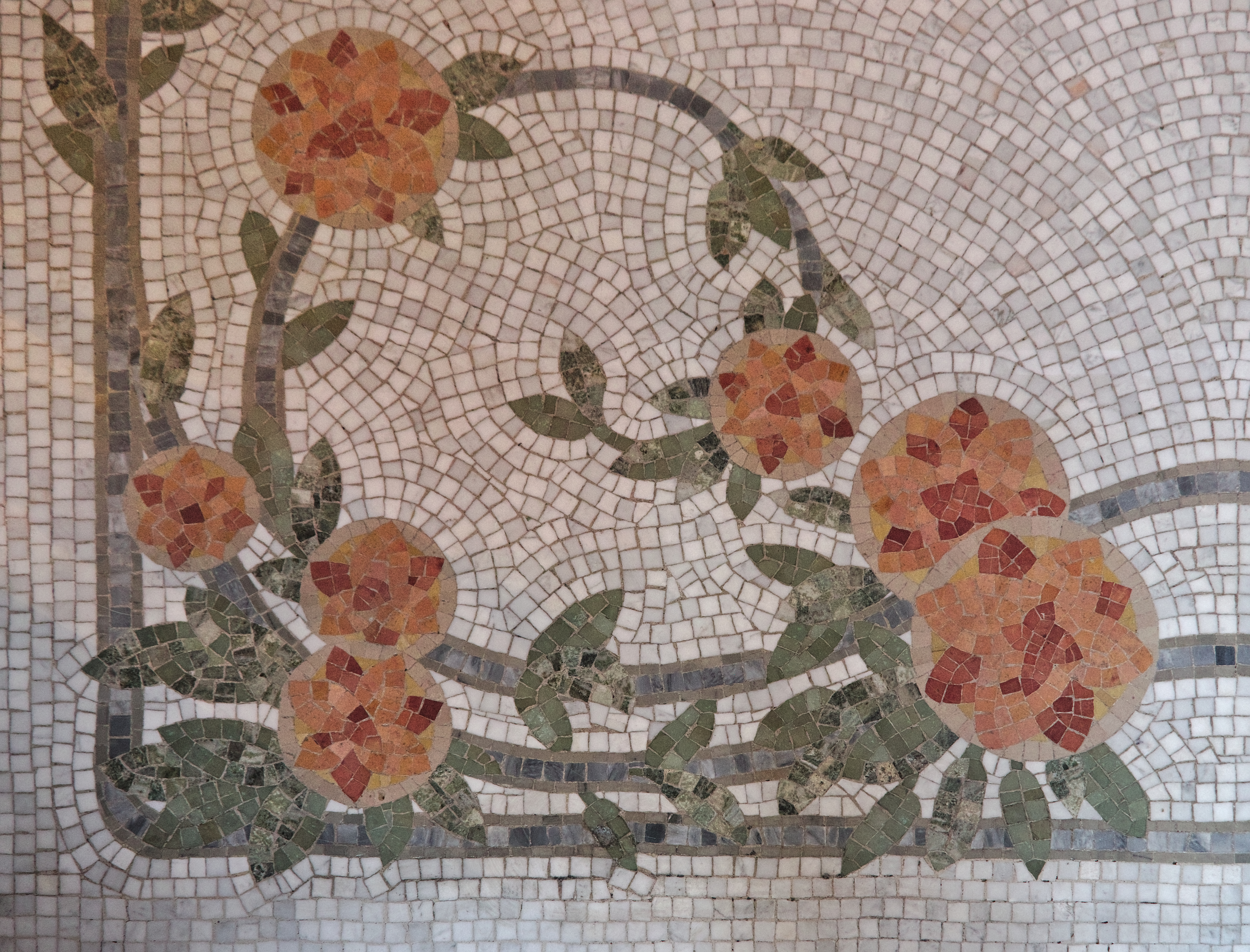
Mosaïque de sol à la maison Losseau, par Charles Sarazin et Henri Sauvage.

## Histoire

### Édification et transformation
La maison originelle est construite au XVIIIe siècle. Elle est acquise en 1873 par Charles Losseau, le père de Léon Losseau, bibliophile montois.
Elle est totalement rénovée par Paul Saintenoy, contacté en 1899, par Léon Losseau, avocat, bibliophile, photographe et mécène,, et les finitions sont confiées aux architectes parisiens Henri Sauvage et Charles Sarazin et poursuivies par le Bruxellois Louis Sauvage. Paul Saintenoy commence les travaux en 1900 et les achève en 1904, tandis que la majorité des décorations sont réalisées entre 1905 et 1912. Tous les détails sont supervisés par Léon Losseau.
La rénovation s'achève en 1913, et comprend notamment l'ajout de l'électricité, du chauffage central, d'un ascenseur. Une fois la rénovation achevée, il s'agit de la première maison privée de Mons équipée de l'électricité et du chauffage central au charbon.

### Usages
Durant sa vie, Léon Losseau accumule plus de 100 000 ouvrages dans sa bibliothèque, en majorité consacrés à la politique, mais aussi à la littérature et à la poésie. Le nombre d'ouvrages en fait la première bibliothèque privée de Mons. La maison Losseau accueille associations et sociétés savantes, des colloques...
Pendant la Première Guerre mondiale, la maison Losseau est réquisitionnée par Rupprecht de Bavière, puis occupée par les Allemands durant la Seconde Guerre mondiale.
Une fondation est créée en 1952. Depuis le 19 avril 1982, la façade et les toitures sont classées comme monuments tandis que l'intérieur de la maison l'est également depuis le 21 novembre 1983. En 2015, après un projet lancé au début des années 2010 en prévision de Mons 2015, une rénovation est entamée en 2011, la maison rouvre ses portes au public en 2015,. Elle abrite un centre d'interprétation des collections de Léon Losseau et un centre de littérature hainuyère.

## Collections
La maison Losseau dispose d'exemplaires de l'édition originale d'Une saison en enfer d'Arthur Rimbaud, rachetés par Léon Losseau alors qu'on pensait qu'ils avaient été détruits. Une salle d'exposition lui est également consacrée.
Léon Losseau a rassemblé plus de 100 000 ouvrages dans sa bibliothèque, et collecté plus de onze mille objets d'art de son vivant, dont un grand nombre de médailles,.

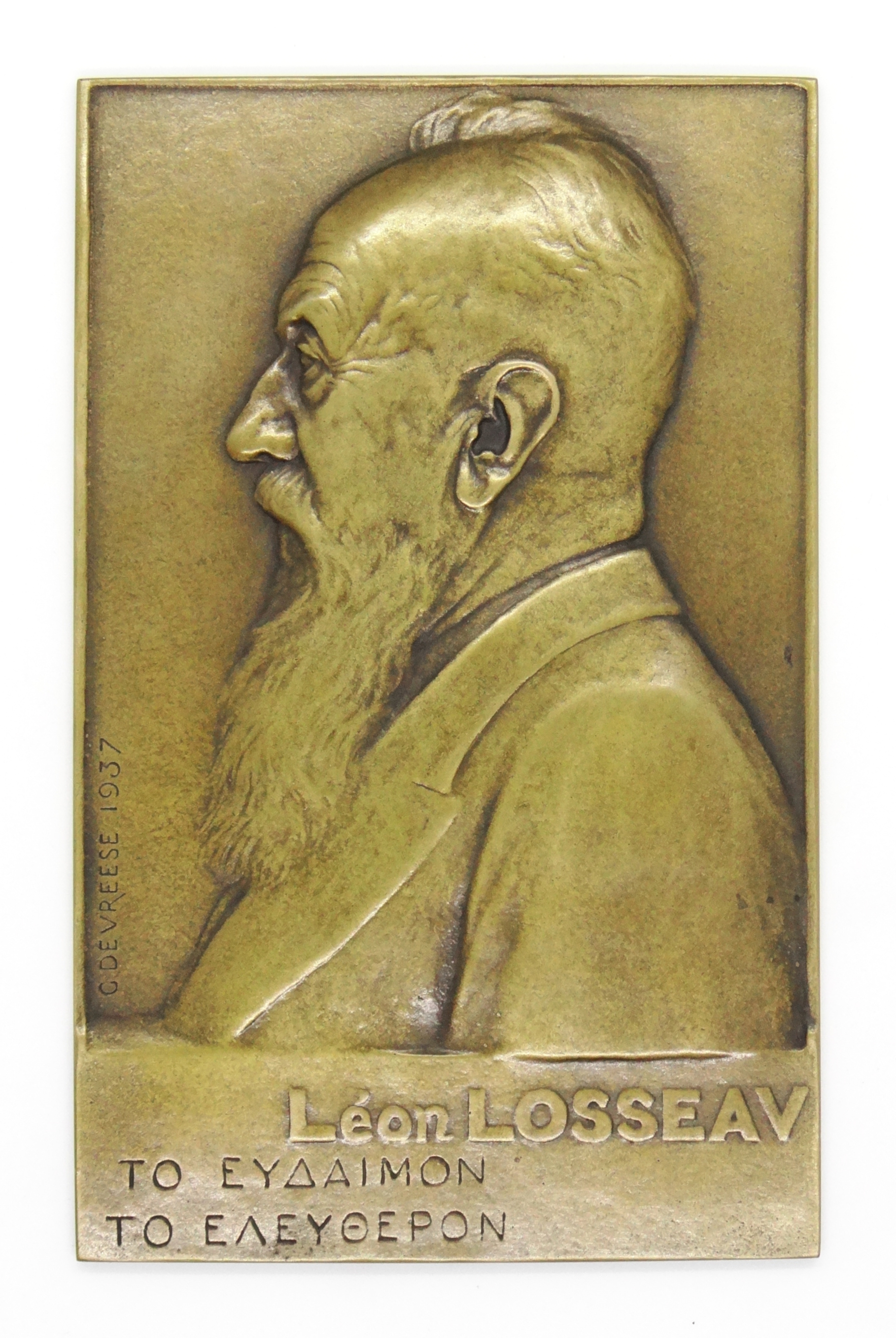
Médaille représentant Léon Losseau par Godefroid Devreese (1937)
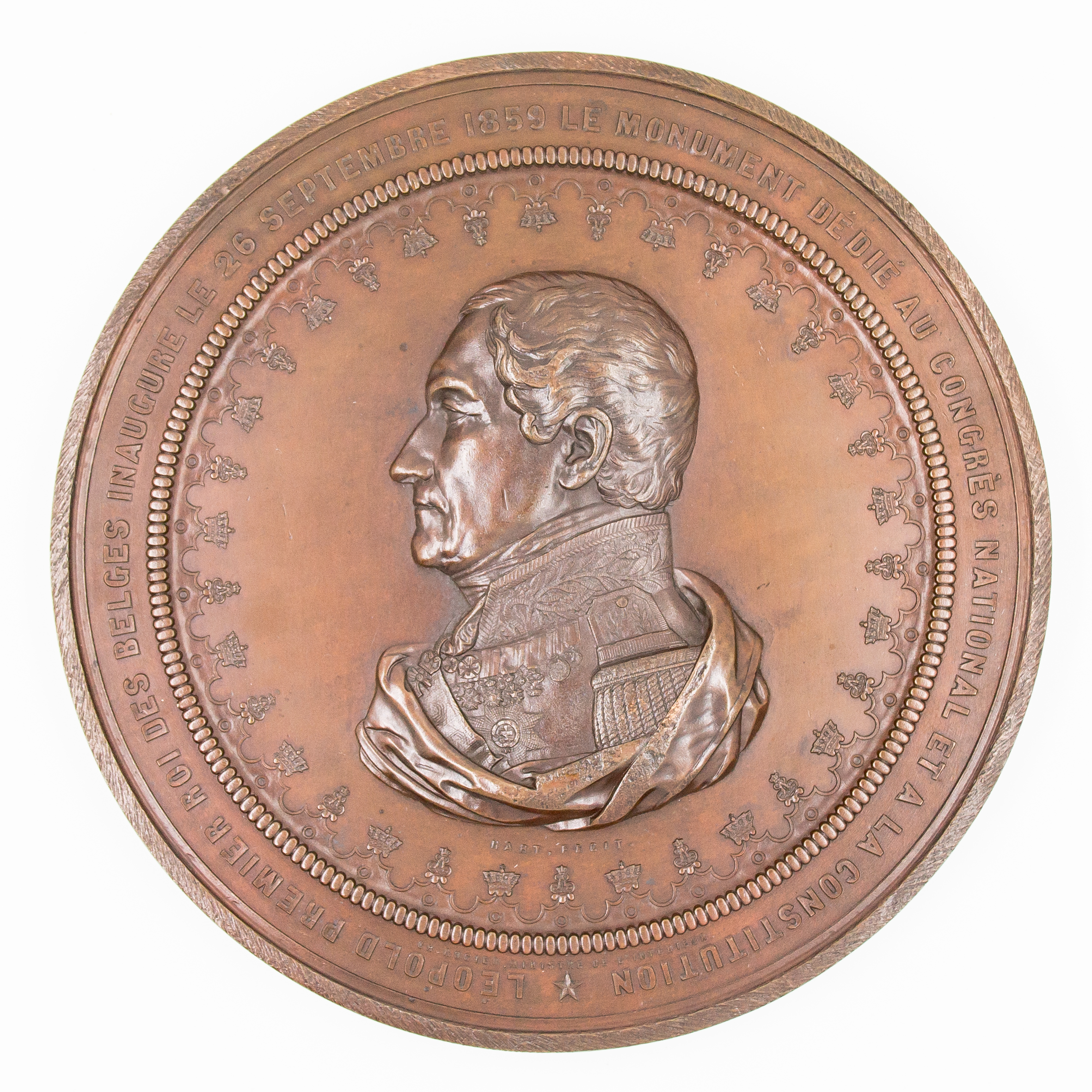
Médaille de Léopold Ier (roi des Belges), signée par Laurent Hart.
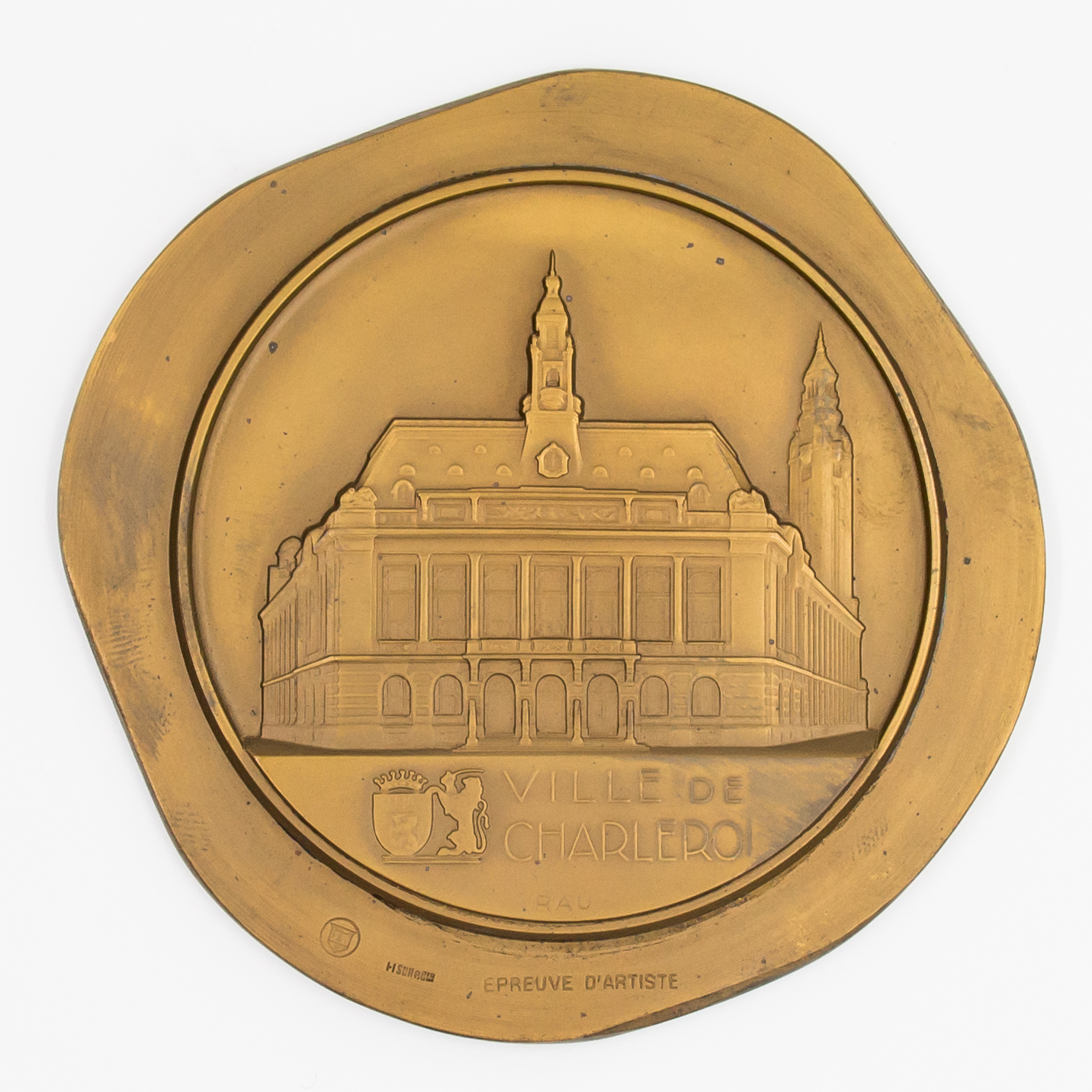
Épreuve d'artiste de l'hôtel de ville de Charleroi, par Marcel Rau.
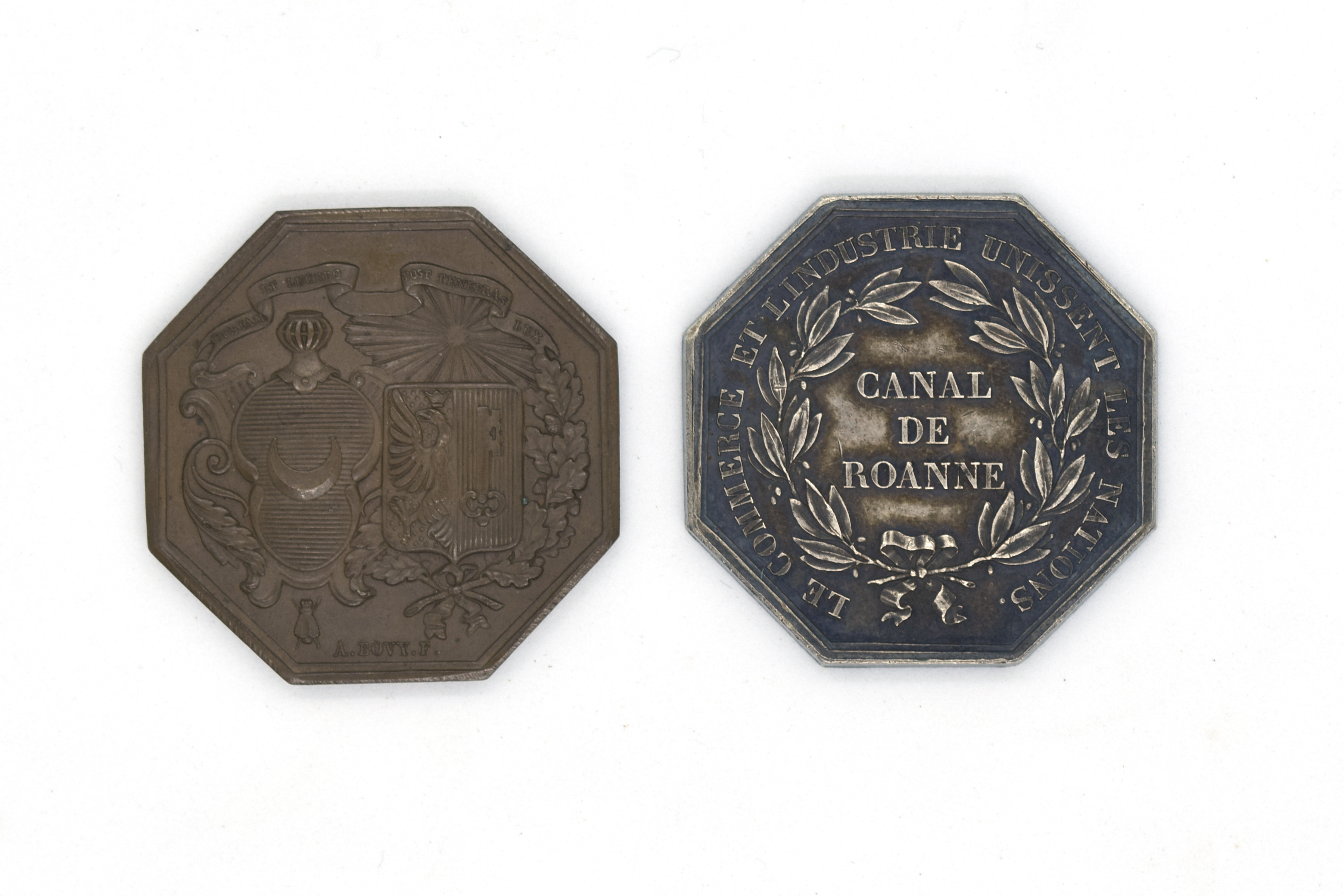
Médaille commémorative de la création du canal de Roanne, par Antoine Bovy.
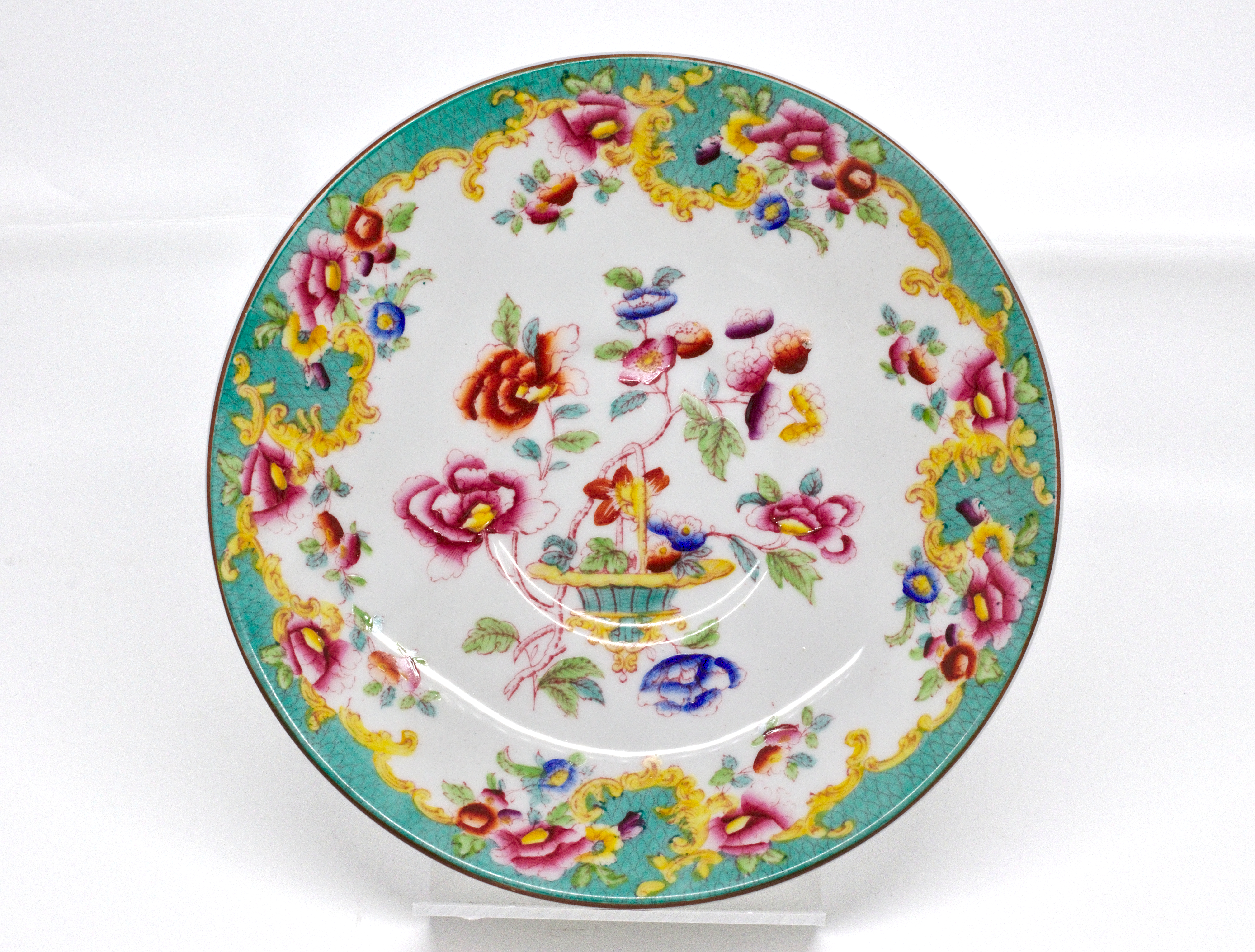
Petite sous-tasse en faïence de madame Desmette, mère de Léon Losseau.